# Hans Georg Asam
Pour les articles homonymes, voir Asam.
Hans Georg Asam, né le 12 octobre 1649 à Rott am Inn en Saint-Empire, décédé le 7 mars 1711 à Sulzbach-Rosenberg, dans le duché de Palatinat-Soulzbach, est un peintre de l'époque baroque, actif dans le sud de l'Allemagne. Il est le gendre de Nikolaus Prugger et le père de Cosmas Damian Asam et Egid Quirin Asam, connus sous le nom de frères Asam.

## Biographie
C'est sous la direction de son beau-père, le peintre Nicolas Prugger, que Hans Georg Asam devient l'un des peintres d'églises les plus influents en région bavaroise. Parmi ses œuvres les plus importantes, on compte les fresques de l'église du monastère de Benediktbeuern réalisées entre 1683 et 1687, les fresques de l'église du monastère de la Sainte Croix à Landshut, et les fresques de l'église paroissiale de Saint-Quirin à Tegernsee, qu'il a créé de 1688 à 1694. À Freising, il réalise un splendide cycle de fresques magnifiques dans l'auditorium du lycée du prince-évêque, appelé le « Asamsaal ».
Avec la guerre de Succession d'Espagne, l'activité de construction subit un arrêt en Bavière du Sud. Asam déplace son champ d'activité dans le Haut-Palatinat. C'est là qu'il crée ses œuvres profanes les plus importantes, la décoration picturale du château Helfenberg à Lengenfeld (maintenant dans la commune de Velburg), château démoli cent ans plus tard. Le retable de l'église paroissiale locale est aussi son œuvre. Une œuvre tardive est le retable de l'église Sainte-Marie à Sulzbach-Rosenberg, où il meurt en 1711.
En dépit de ses œuvres remarquables, les créations de Hans Georg Asam sont dépassées par de celles de ses deux fils Cosmas Damian Asam et Egid Quirin Asam.

## Œuvres principales
- Fresques dans l'église abbatiale bénédictine de Benediktbeuern (1683-1684).
- Fresques de l'église Saint-Quirin à Tegernsee (1689-1694).
- Panneaux du retable de l'église de Rottach-Egern (1690).
- Fresques dans l'auditorium du Fürstbischöflichen Lyceum à Freising appelée « Asamsaal » (la salle Asam).